# Calvin Johnson
Calvin Johnson (nascido em 1° de novembro de 1962) é um guitarrista, vocalista, compositor, produtor musical e disc jockey nascido em Olympia, Washington, Estados Unidos. Conhecido por sua inconfundível voz grave, Johnson é um dos membros fundadores das bandas Cool Rays, Beat Happening, The Go Team, Dub Narcotic Sound System e The Halo Benders.
Calvin Johnson também é o fundador e dono do influente selo independente K Records e tem sido citado como um dos maiores responsáveis no começo do movimento moderno da música independente.  Figura eminente na cena musical de Olympia, ele foi um dos organizadores da International Pop Underground Convention.

## Carreira

### Primeiros anos
A iniciação de Calvin à cultura underground se deu em 1977 quando se tornou voluntário numa estação de rádio comunitária de Olympia, a KAOS-FM, com a idade de quinze anos. A política peculiarmente progressista de programação da rádio estabelecia o foco em músicas disponibilizadas por gravadoras independentes e comandadas por artistas, ao invés de material vindo da mídia corporativa centralizadora. Essa ética independente, do "faça você mesmo" (do-it-yourself), tem tido uma influência importante na carreira de Johnson. Calvin começava a escrever para fanzines como o Sub/Pop (que mais tarde se tornaria a Sub Pop Records) e Op, e também organizava eventos de cinema e música. Johnson freqüentou a The Evergreen State College em Olympia, onde sua efêmera banda Cool Rays fez suas primeiras gravações com Steve Fisk em 1981.  Calvin fundou a K Records no verão de 1982.
Em um dado momento, seu pai lhe presenteou um violão Martin. Mais tarde, ele comenta, em uma entrevista, que seu pai tinha "recebido o violão como presente de casamento de sua noiva".

### Beat Happening
Johnson formou o Beat Happening em 1982 com seus colegas de faculdade Heather Lewis e Bret Lunsford. O Beat Happening foi um dos pioneiros dos movimentos indie rock e lo-fi dos Estados Unidos, caracterizados pelo uso de técnicas primitivas de gravação, pelo desprezo por aspectos técnicos de musicalidade e por canções sobre temas ingênuos e recatados. Os únicos instrumentos usados eram guitarra e bateria e os membros freqüentemente trocavam de instrumentos, com Calvin e Heather se revezando nos vocais. As turnês da banda com grupos como Fugazi contribuíam para confundir e alienar a platéia ao articular uma atitude punk rock desafiadora que era mais sensível do que machista. A banda está em hiato desde 1992, voltando brevemente à atividade em 2001 para o lançamento de um compacto.

### Go Team
O The Go Team era um projeto colaborativo iniciado em 1985 e que se baseava no duo Johnson e Tobi Vail, que posteriormente faria parte do Bikini Kill e da gravadora Kill Rock Stars. Eles fizeram uma turnê pela costa oeste dos Estados Unidos como uma dupla. Billy Karren se juntou a eles em duas turnês norte-americanas. O grupo lançou vários cassetes e 9 compactos na K Records, contando em seu rol de colaboradores com artistas como Kurt Cobain, Rich Jensen, David Nichols e Donna Dresch. Todos os materiais lançados pela banda não são mais prensados.

### Dub Narcotic Sound System
O Dub Narcotic Sound System, cujo nome foi emprestado do famoso estúdio de gravação analógica de Calvin, foi um projeto que explorava uma sonoridade mais dançante, orientada ao funk, seguindo a tradição das bandas de house Stax/Volt. Johnson era o único membro a aparecer em todos os discos, contando com a colaboração de eventual de músicos como Larry Butler, Todd Ranslow, e Brian Weber (todos membros do grupo de hip-hop Dead Presidents).  Vários compactos e álbuns foram lançados. A característica marcante do grupo levou a algumas parcerias com o Jon Spencer Blues Explosion,  Lois Maffeo e a diretora/escritora/intérprete Miranda July.  A formação da banda se consolidaria mais tarde como um trio: Johnson, o baixista Chris Sutton (C.O.C.O, Hornet Leg, The Gossip) e a baterista Heather Dunn (Tiger Trap). Um trágico acidente com a van do grupo em Montana, no ano de 2003, quase põe um fim à carreira da banda. Johnson sofreu uma fratura nas costelas e ficou com graves sequelas em sua fala; problemas dos quais ele tem se recuperado bem. A banda não tem se apresentado e nem lançado nenhum material depois de Degenerate Introduction, de 2004.

### Halo Benders
O Halo Benders foi um projeto de Johnson com Doug Martsch do Built To Spill.  De 1994 a 1998, eles lançaram três álbuns. O barítono grave de Calvin e as melodias agudas de Doug podem ser escutadas simultaneamente, por vezes se harmonizando, mas frequentemente operando uma independente da outra. Apesar do sucesso comercial e de crítica do Halo Benders, os compromissos de turnê de Martsch com o seu Built To Spill não permitiam à banda fazer turnês ou gravar mais material. O grupo se reuniu em 2008 para uma apresentação em Boise e pode estar trabalhando em um novo material.

### Carreira solo
Em paralelo às suas atividades com o Dub Narcotic Sound System, Johnson começou a fazer apresentações solo, usando seu próprio nome. O material solo de Calvin se caracteriza por um contraste marcante comparado com o rock animado do Halo Benders e o funk-soul do DNSS, permitindo-o experimentar com elementos do blues, folk e da música gospel. 
Seu primeiro álbum solo, What Was Me, é um disco introspectivo sobre amor, perda e morte. Enquanto algumas canções se ouve um simples acompanhamento de violão, em outras o que se escuta é apenas a voz de Calvin. O trabalho apresenta também alguns duetos com Beth Ditto do The Gossip e Mirah.
Seu segundo álbum, Before the Dream Faded..., é mais variado, incluindo parcerias com várias personalidades da música indie do noroeste norte-americano. As canções cobrem uma variedade incomum de temas, desde o tamanho e cor dos corações, Lúcifer e paixão. 
Seu mais recente álbum Calvin Johnson & The Sons of the Soil é uma coletânea de re-gravações com uma banda formada por Kyle Field, Adam Forkner e Jason Anderson, os quais estiveram em turnê pela costa oeste com Calvin em 2003.

### Projetos atuais
Em 2008, Calvin Johnson fez uma aparição no filme The Lollipop Generation de G.B. Jones.
O mais novo projeto de Calvin é o Hive Dwellers, cuja canção de estréia foi um cover de "My Noise" do Superchunk, lançado na compilação SCORE! 20 Years of Merge Records: The Covers!   Em 2012, o grupo lançou seu primeiro álbum, "Hewn From the Wilderness", contando em sua formação com, além de Calvin, Gabriel Will e Evan Hashi.
Calvin também relançou sua série de vinis Dub Narcotic Disco Plate, em colaboração com artistas como Atlas Sound, Mahjongg e Joey Casio no estúdio Dub Narcotic para gravar o lado A, e criando uma versão especial Selector Dub Narcotic para o lado B.

## Relacionamento com outros músicos
Após ser apresentado a Ian MacKaye em 1980, Johnson se tornaria amigo dos membros do Fugazi e o Beat Happening foi a banda de abertura em uma das turnês do Fugazi.
Johnson trabalhou com artistas como Modest Mouse, Beck, Heavenly, The Microphones, Jon Spencer Blues Explosion, The Blow, Jens Lekman, Mecca Normal, The Gossip e Built to Spill, Fifth Column, entre outros. Desde a fundação de seu estúdio Dub Narcotic em 1993, ele tem produzido e gravado discos de diversos artistas.
Alguns amigos de Kurt Cobain como Ian Dickson do Earth, Mark Arm do Mudhoney, Bruce Pavitt e Slim Moon reconhecem a influência que Johnson teve na vida do músico. Cobain mencionou Jamboree do Beat Happening como um de seus discos prediletos e até tatuou o logo da K Records (um pequeno "K" dentro de um escudo) em seu braço para "tentar lembrar[-lhe] de permanecer criança". Eles ficaram amigos entre o final dos anos 1980 e o começo dos anos 1990 quando Cobain vivia em Olympia; este foi convidado a tocar com Calvin no The Go Team, e no dia 25 de setembro de 1990, Cobain participou do programa de rádio de Calvin na KAOS (FM), tocando algumas músicas em versão acústica, incluindo um dueto com Johnson em "D-7", música do The Wipers. Mais tarde, Cobain ficaria ressentido com a "arrogância" de Calvin, detalhando seus sentimentos em seu diário.
A banda Hole também fez referência a Johnson, em sua canção "Olympia" (mudada para "Rock Star" no álbum Live Through This), durante uma performance gravada por John Peel. A vocalista da banda, Courtney Love, canta: "Fui à escola com Calvin" ('I went to school with Calvin'), em referência à influência que Johnson tinha na então florescente cena indie de Olympia. 

## Discografia solo
- What Was Me (2002, K Records)
- Before the Dream Faded... (2005, K Records)
- Calvin Johnson & The Sons of the Soil (2007, K Records)